# 14장 ~The message~
14장 ~The message~(14章〜The message〜 じゅうよんしょう ザ・メッセージ[*])는 2014년 10월 29일에 발매된 모닝구무스메'14의 열네 번째 정규 앨범이다.

## 개요
- 본 음반은 2014년 9월 14일에 도쿄 시나가와 스텔라 볼에서 열린 모닝구무스메 생일기념 라이브「18년째 보자구!」에서 발표되었다.
- 초회생산한정반 A(DVD+소책자+디지팩+이벤트 추첨 일련 번호 카드), 초회생산한정반 B(DVD+이벤트 추첨 일련 번호 카드), 통상반의 3형태로 발매.

## 수록곡

### CD
1. TIKI BUN (Album Version)
작사, 작곡 : 층쿠 / 편곡 : 오오쿠보 카오루
2. Password is 0
작사, 작곡 : 층쿠 / 편곡 : 오오쿠보 카오루
3. 明日を作るのは君
작사, 작곡 : 층쿠 / 편곡 : 다나카 나오
4. キラリと光る星  (노래 : 사야시 리호, 오다 사쿠라)
작사, 작곡 : 층쿠 / 편곡 : 에가미 코타로
5. 恋人には絶対に知られたくない真実 (노래 : 미치시게 사유미, 후쿠무라 미즈키, 이이쿠보 하루나)
작사, 작곡 : 층쿠 / 편곡 : AKIRA
6. What is LOVE?
작사, 작곡 : 층쿠 / 편곡 : 오오쿠보 카오루
7. 私は私なんだ
작사, 작곡 : 층쿠 / 편곡 : 오오쿠보 카오루
8. 笑えない話
작사, 작곡 : 층쿠 / 편곡 : 오오쿠보 카오루
9. 笑顔の君は太陽さ
작사, 작곡 : 층쿠 / 편곡 : 오오쿠보 카오루
10. 君の代わりは居やしない
작사, 작곡 : 층쿠 / 편곡 : 오오쿠보 카오루
11. 大人になれば 大人になれる  (노래 : 이쿠타 에리나, 스즈키 카논, 이시다 아유미, 사토 마사키, 쿠도 하루카)
작사, 작곡 : 층쿠 / 편곡 : 오오쿠보 카오루
12. 時空を超え 宇宙を超え
작사, 작곡 : 층쿠 / 편곡 : 오오쿠보 카오루

## 차트
- 주간최고순위 7위 (오리콘 차트)